# Lekcjonarz 75
Lekcjonarz 75 (według numeracji Gregory-Aland), oznaczany przy pomocy siglum ℓ 75 – rękopis Nowego Testamentu pisany minuskułą na pergaminie w języku greckim z XII wieku. Służył do czytań liturgicznych.

## Opis rękopisu
Kodeks zawiera wybór lekcji z Ewangelii do czytań liturgicznych, na 250 pergaminowych kartach (28 cm na 22,7 cm). Lekcje pochodzą z Ewangelii Jana, Mateusza i Łukasza.
Tekst rękopisu pisany jest dwoma kolumnami na stronę, 29 linijek w kolumnie. Pisany jest minuskułą.
Tekst Pericope adulterae zamieszczony został w skróconej formie (Jan 8,3-11). Z punktu widzenia krytyki tekstu reprezentuje bizantyńską tradycję tekstualną.

## Historia
Paleograficznie datowany jest na wiek XII. Rękopis przywieziony został ze Wschodu do Paryża. Badał go Scholz, który dodał go do listy rękopisów Nowego Testamentu. Badał go również i sporządził krótki jego opis Paul Martin.
Obecnie przechowywany jest we Francuskiej Bibliotece Narodowej w Paryżu, pod numerem katalogowym Gr. 293.
Nie jest cytowany w krytycznych wydaniach greckiego Novum Testamentum Nestle-Alanda (UBS3).